# Family Affair (메리 J. 블라이즈의 노래)
"Family Affair"는 미국의 가수 메리 J. 블라이즈가 2001년 발매한 싱글이다. 프로듀싱에는 힙합 프로듀서 닥터 드레가 참여했다. 5집 정규 음반 《No More Drama》에 수록되어 있으며, 빌보드 핫 100 차트와 프랑스 싱글 차트 1위에 올랐다.